# 敬谨亲王
和碩敬谨亲王（穆麟德轉寫：Hošoi kobtonggo cin wang），清朝宗室亲王。顺治五年（1648年）顺治帝进封大伯父廣略太子褚英的第三子尼堪为敬谨郡王。顺治六年（1649年）进封为敬谨亲王。康熙八年（1669年），尼堪长子敬谨亲王兰布因娶鳌拜的女儿，被朝廷降为镇国公。

## 敬谨親王
| 顺治六年（1649年）封。 |        |            |                |        |
| 稱號                   | 姓名   | 關係       | 在位年數       | 註記   |
| 敬谨庄亲王             | 尼堪   | 褚英第三子 | 1649年－1653年 | 諡號庄 |
| 敬谨悼亲王             | 尼思哈 | 尼堪次子   | 1653年－1660年 | 諡號悼 |
| 已革敬谨亲王           | 兰布   | 尼堪长子   | 1668年－1669年 |        |
| 輔國公                 | 賴士   | 兰布四子   | 1679年－1680年 | 革爵   |